# 永峯海大
永峯 海大（ながみね かいた、2000年11月21日 - ）は、日本の俳優。エビス大黒舎・Team Ebisu所属。身長170cm。
趣味は、歴史学・読書・ゲーム。特技は、スキー・横笛。

## 出演

### 映画
- 恋する弁当男子（2011年11月、小泉剛監督） - 大滝役　[1][2][3]
- 謝罪の王様（2013年9月28日、水田伸生監督）
- 蒼のざらざら（2013年、上村奈帆監督） - 近藤翔太役[4]
- おかあさんの木（2015年6月6日、磯村一路監督） - 田村一郎役（少年時代）[5][6]

### テレビドラマ
- スクール!!（2011年、フジテレビ） - 上級生役
- 最上の命医（2011年、テレビ東京） - 患者役
- マルモのおきて（2011年、フジテレビ） - 上級生役
- 美男ですね　第1話（2011年7月15日、TBS） - 孤児院の子供役
- HUNTER〜その女たち、賞金稼ぎ〜（2011年、フジテレビ）
- 11人もいる!（2011年、テレビ朝日） - いじめっ子役
- 謎解きはディナーのあとで（2011年、フジテレビ） - ケーキを買いに来る役
- 鈴子の恋（2012年、フジテレビ）
- ダーティ・ママ!（2012年、日本テレビ） - 野球部員役
- 早海さんと呼ばれる日（2012年、フジテレビ） - 中学生野球部員役
- さよならゴースト（2012年3月18日、BS日テレ） - 中学生役
- 白戸修の事件簿（2012年、TBS）
- 天才!志村どうぶつ園（2012年、日本テレビ） - 子供達役
- 家族のうた　第4話（2012年5月6日、フジテレビ） - 友達役
- もう一度君に、プロポーズ（2012年、TBS） - 結婚式参列者役
- ゴーストママ捜査線〜僕とママの不思議な100日〜（2012年、日本テレビ）
- ビューティフルレイン（2012年、フジテレビ） - 野球部員役
- ビギナーズ!（2012年、TBS） - 野球部員役
- ビットワールド（2012年、NHK教育）
- 積木くずし〜最終章〜（2012年、フジテレビ）
- シャキーン!（2012年、NHK教育）
- カラマーゾフの兄弟（2013年、フジテレビ） - 不良校児童役
- 家族ゲーム（2013年、フジテレビ）
- ジェネレーション天国（2013年、フジテレビ） - 再現VTR
- 悪貨　第1話 - 3話、5話（2014年、WOWOW） - 野々宮冬彦の学生時代役[7]
- 宮部みゆきサスペンス『模倣犯』前・後編（2016年9月21日・9月22日、テレビ東京） - 木村雅彦役
- 相棒season15　第8話（2016年11月30日、テレビ朝日） - 桜井誠役

### CM
- ソフトバンク
- 栄光ゼミナール

### MV
- 松山千春『旅立ち〜足寄より〜』 - 松山千春少年期役
- 大野舞『Never end』

### その他
- 旅立ち〜足寄より〜 - 松山千春少年期役
- こころの扉（教職員向けDVD） - 生徒前田役